# West Sacramento
West Sacramento es una ciudad ubicada en el condado de Yolo en el estado estadounidense de California. Según las estimaciones de 2007 tenía una población de 46.492 habitantes y una densidad poblacional de 829 personas por km².

## Geografía
West Sacramento se encuentra ubicada en las coordenadas 38°34′50″N 121°31′49″O / 38.58056, -121.53028. Según la Oficina del Censo, la ciudad tiene un área total de 59.2 km² (22.9 sq mi), de la cual 54.2 km² (20.9 sq mi) es tierra y 4.9 km² (1.9 sq mi) (8.36%) es agua.

## Demografía
Los ingresos medios por hogar en la localidad eran de $31.718, y los ingresos medios por familia eran $36.371. Los hombres tenían unos ingresos medios de $31.176 frente a los $30.183 para las mujeres. La renta per cápita para la localidad era de $15.245. Alrededor del 17.2% de las familias y del 22.3% de la población estaban por debajo del umbral de pobreza.